# Misty Copeland

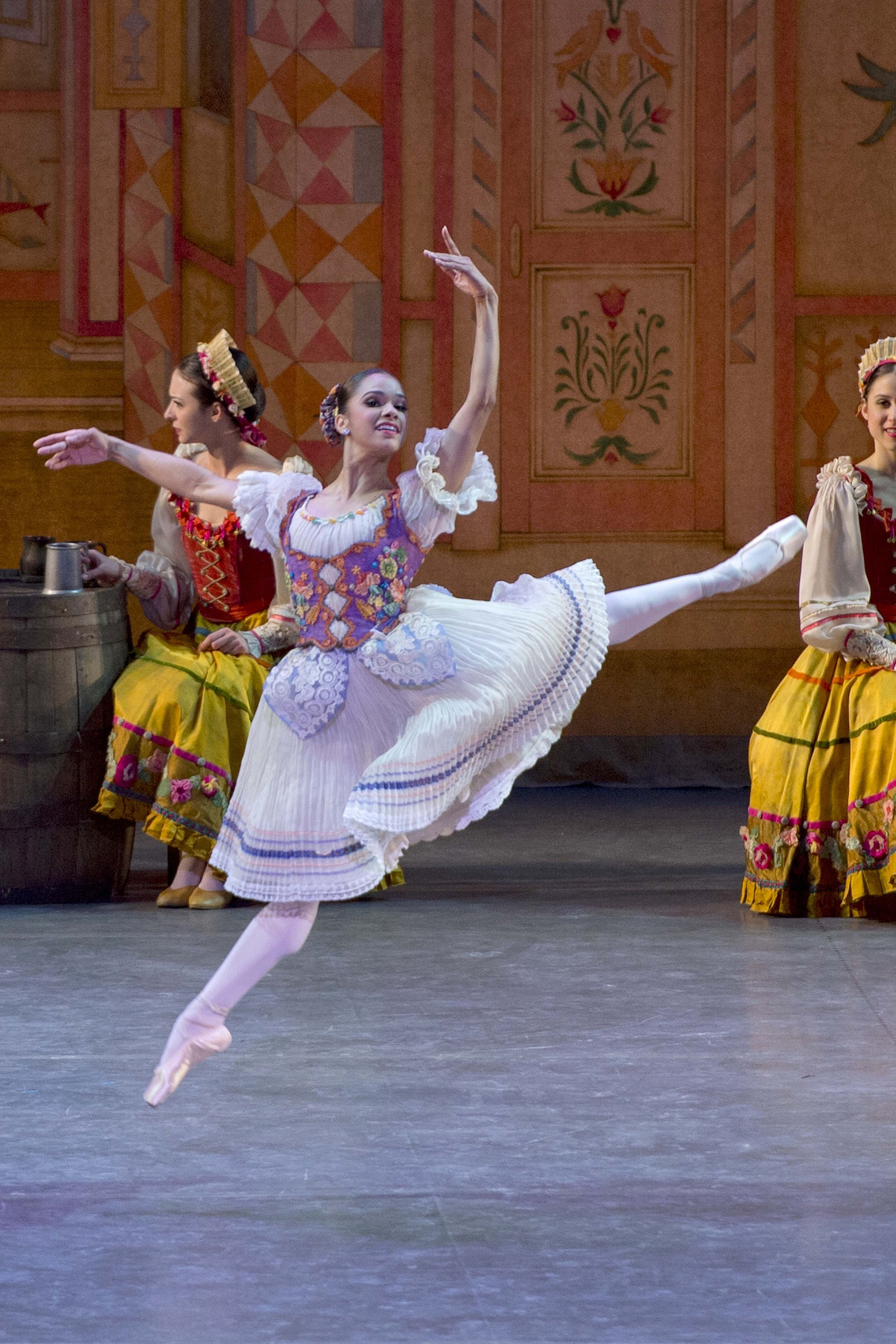
Misty Copeland als Swanilda in Coppélia (2014)

Misty Copeland (geboren am 10. September 1982 in Kansas City, Missouri) ist eine US-amerikanische Ballett-Tänzerin, die weltweite Prominenz erlangte, als sie am 30. Juni 2015 als erste Afroamerikanerin zur Primaballerina des American Ballet Theatre wurde. Sie ist außerdem unter den Time 100 des Jahres 2015; bereits 2014 veröffentlichte sie ihre Autobiografie Life in Motion. An Unlikely Ballerina.

## Leben
Misty Copeland ist afroamerikanischer, italo- und deutschamerikanischer Abstammung. Sie wuchs in San Pedro (Los Angeles) zusammen mit ihren drei (Halb-)Geschwistern aus zweiter Ehe als jüngste Tochter von Sylvia DelaCerna auf und lernte ihren Vater erst im Alter von 22 Jahren kennen. Aus der dritten und vierten Ehe der Mutter folgten zwei jüngere Halbgeschwister. Ihre Mutter hatte Tanz studiert und war zeitweilig Cheerleader, arbeitete aber als „Medical Assistant“ und im Vertrieb.
Copeland besuchte die Grundschule in San Pedro und wurde durch ihre Schwester inspiriert, am örtlichen Drillteam mitzuwirken. Deren Trainerin Elizabeth Cantine stellte die Verbindung zu einer ihrer Freundinnen, Cynthia Bradley her, die eine unentgeltliche, wöchentliche Ballettstunde anbot. Die 13-jährige Copeland lehnte diese Einladung zuerst ab, da sie keine Möglichkeit hatte die Fahrt zur Ballettschule zu bewältigen, weil ihre Mutter berufstätig war. Misty wurde allerdings später von Bradley selbst abgeholt. Cynthia Bradley ermöglichte Copeland ab 1995 die Fortsetzung ihrer Ausbildung, indem sie sie bis etwa 1998 bei sich wohnen ließ, als die Mutter auf Grund einer Trennung Los Angeles verließ, um in die Kleinstadt Gardena zu ziehen. Zwei Jahre nach dem Beginn ihres Zusammenlebens entschieden sich ihre Trainerin und Copeland selbst für Homeschooling, um Kapazitäten für den Ballettunterricht zu schaffen. Während dieser Phase besuchte Copeland ihre Familie nur am Wochenende und in den Ferien per Bus.

### Sorgerechtsstreit zwischen Mutter und Trainerin
Obwohl Cynthia und ihr Ehemann Patrick Bradley qualifizierte Ausbilder waren – Cynthia hatte als Tänzerin gearbeitet, Patrick war Highschool-Lehrer für Kunst und ebenfalls ausgebildeter Tänzer, beide betrieben eine private Ballettschule –, empfand Copelands Mutter keine Sympathie für das Paar. Nachdem Copeland rund drei Jahre bei den Bradleys lebte, wollte sie ein Verfahren zur Anerkennung ihrer Mündigkeit anstrengen (emancipation petition), während ihre Mutter sich um einen restraining order (etwa: Kontaktverbot) zwischen den Bradleys und Misty Copeland bemühte. Der restraining order wurde nicht in Kraft gesetzt, da die juristische Notwendigkeit von vorliegender Belästigung oder Stalking nicht gegeben war. Der Konflikt wurde in der Presse diskutiert; unter den beteiligten Anwälten war auch die Frauenrechtlerin Gloria Allred. Misty versteckte sich für drei Tage bei einer Freundin, während das Mündigkeitsverfahren lief, kehrte dann allerdings zu ihrer Mutter zurück. Die Anträge auf Mündigkeit und Kontaktverbot wurden zurückgezogen, Copeland nahm fortan Unterricht bei anderen Ballettlehrern.

### Karriere
Copeland kam im September 2000 an das American Ballet Theatre (ABT) und erhielt 2001 ein festes Engagement als Mitglied des Corps de ballet. 2007 wurde sie Solistin am ABT und 2009 arbeitete sie mit Prince zusammen; sie wirkt in einem Musikvideo zu dem Album Lotusflow3r mit. 2012 hatte Copeland erstmals eine Titelrolle in Der Feuervogel in der Choreographie von Alexei Ratmansky. Am 30. Juni 2015 war sie die erste weibliche afro-amerikanische Primaballerina in der 75-jährigen Geschichte des American Ballet Theatre und damit erst die zweite Afroamerikanerin in einer solchen Position des klassischen Balletts in den USA.
Anlässlich der Grammy Awards 2020 fand am 28. Januar 2020 im Los Angeles Convention Center in Los Angeles ein Tribut-Konzert für Prince unter dem Motto „Let’s Go Crazy: The Grammy Salute to Prince“ statt, bei dem Copeland als Tänzerin mitwirkte. Das Konzert wurde am 21. April 2020, dem vierten Todestag von Prince, im US-Fernsehen ausgestrahlt.

“She's an incredibly gifted ballerina. [...] She's a child who dances in her soul.”

„Sie ist eine unglaublich begabte Ballerina. Sie ist ein Kind, das mit ihrer Seele tanzt.“

### Auszeichnungen
- 1997: 1. Platz der Los Angeles Music Center Spotlight Awards[7][8]
- 2014: Dance Magazine Award
- 2015: Ernennung zur Primaballerina

### Sonstiges
- 2003: Dance Magazine’s 25 to Watch
- 2008: Leonore Annenberg Fellowship in the Arts
- 2013: National Youth of the Year Ambassador der Boys & Girls Clubs of America
- seit 2014: Mitglied des President’s Council on Fitness, Sports and Nutrition
- Pirelli-Kalender 2019 (Fotograf: Albert Watson)[9]

## Veröffentlichungen
Autobiografie

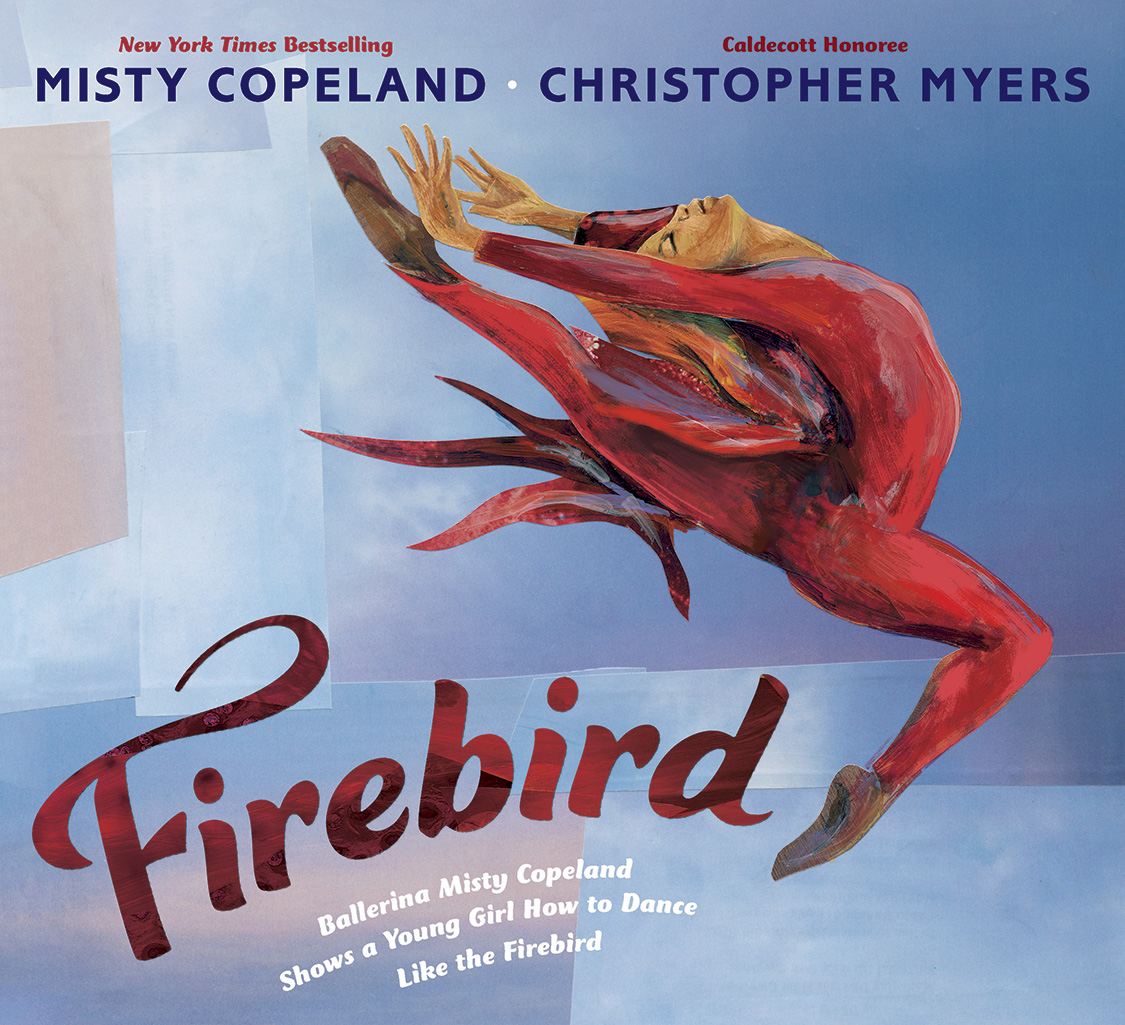
Bucheinband zu Firebird

- mit Charisse Jones: Life in Motion: An Unlikely Ballerina (englisch), Touchstone, New York 2014. ISBN 978-1-4767-3798-0

Kinderbücher
- mit Christopher Myers:  Firebird : ballerina Misty Copeland shows a young girl how to dance like the firebird, G.P. Putnam's Sons Books for Young Readers, New York 2014. ISBN 978-0-399-16615-0

## Film und Fernsehen
- A Ballerina’s Tale – Dokumentarfilm von Nelson George über Misty Copeland, die zugleich auch als Erzählerin auftritt. Der Film wurde durch eine Crowdfunding-Kampagne auf der Plattform Kickstarter finanziert, die Premiere erfolgte auf dem Tribeca Film Festival April 2015.
- Der Nussknacker und die vier Reiche (The Nutcracker and the Four Realms) – Kinofilm aus dem Jahr 2018